# Euthyone perbella
Euthyone perbella är en fjärilsart som beskrevs av William Schaus 1905. Euthyone perbella ingår i släktet Euthyone och familjen björnspinnare. Inga underarter finns listade i Catalogue of Life.